# Kingnites diamondi
Kingnites diamondi ist ein fossiler Ringelwurm aus der Gruppe der Vielborster und die einzige bekannte Art der damit monotypischen Gattung Kingnites. Die Art und die Gattung wurden 2012 von dem schwedischen Wissenschaftler Mats E. Eriksson und Kollegen auf der Basis fossiler Kieferteile erstbeschrieben und nach dem dänischen Musiker King Diamond benannt.

## Beschreibung
Die Erstbeschreibung von Kingnites diamondi erfolgte auf der Basis verschiedener für Vielborster typischer Teile des Kiefers (Scolecodonten). Typisch für die Art sind die sehr stark gebogenen Maxillen. Die erste Maxille wird zur Spitze dünner, besitzt dort zahlreiche, teilweise winzigen Zähnchen (Dentikel), die Basis besitzt einen breit verwurzelten Ansatz und am ventralen Rand des Ligaments besteht eine in der Dorsalsicht erkennbare knoten-ähnliche Struktur am Innenrand. Die zweite Maxille besitzt einen sehr langen und schaftartigen Ast.
Kingnites diamondi ist der größte bekannte Vertreter der Paulinitidae des Silur und hatte eine geschätzte Körperlänge von einem halben Meter.

## Fundorte und zeitliche Einordnung
Die Fossilien stammen aus vier Sammlungen von Mikrofossilien von der schwedischen Insel Gotland sowie der zu Estland gehörenden Insel Saaremaa. Sie stammen aus den Schichten des oberen Wenlock bis zum Übergang zum Ludlow im Silur und sind damit etwa 423 bis 430 Millionen Jahre alt.

## Systematik und Etymologie
Die systematische Zuordnung der Würmer zu den Paulinitidae erfolgte aufgrund der vorliegenden Zahnstrukturen im Vergleich mit bekannten Arten. Das von Frederico Waldemar Lange 1947 mit der Typusart Paulinites paranaensis beschriebene Taxon enthielt bis zur Erstbeschreibung von Kingnites fünf Gattungen: Kettnerites, Gotlandites, Hindenites, Lanceolatites und Langeites. Dabei wurden die Unterschiede der Zahnstrukturen der neuen Art als so groß angesehen, dass Eriksson et al. für sie eine eigene Gattung Kingnites beschrieben.

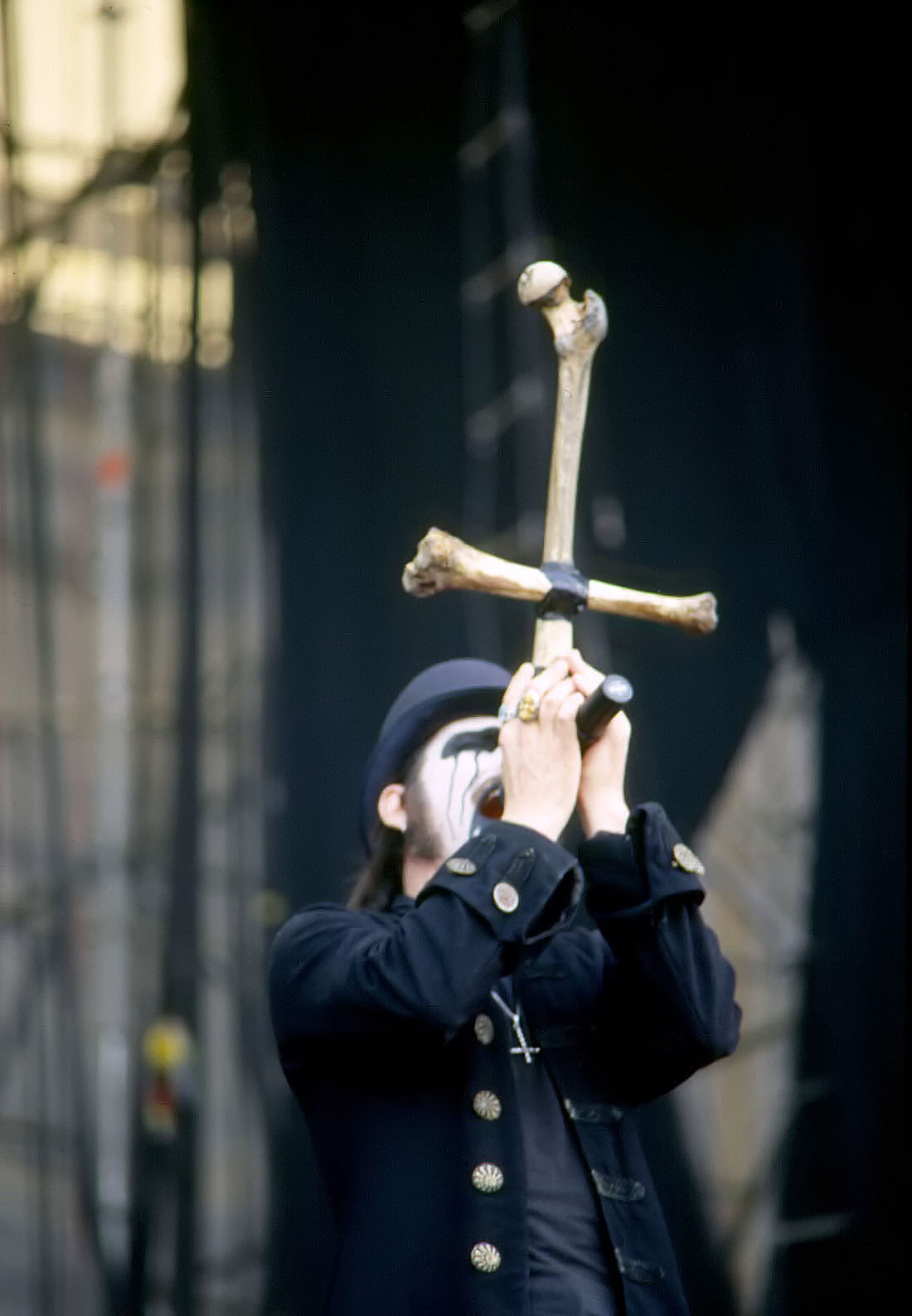
Kingnites diamondi wurde nach dem dänischen Musiker King Diamond benannt.

Die Benennung der Art erfolgte nach dem dänischen Musiker King Diamond, der als Sänger der Heavy-Metal-Band Mercyful Fate und als Solo-Musiker bekannt ist. In der Erstbeschreibung begründete Eriksson seine Namensgebung mit der musikalischen Inspiration durch King Diamond während seiner wissenschaftlichen Arbeit. („Named by MEE after King Diamond for musical inspiration during the course of this study.“) Der Gattungsname Kingnites, angelehnt an die englische Bezeichnung „king“ für „König“, wird in der Erstbeschreibung auf die Größe und majestätische Erscheinung des Tieres zurückgeführt („Named by MEE after its size and majestic appearance (King)“), zugleich wird auf das Wortspiel in Zusammenhang mit der Typusart verwiesen („(..) and simultaneously flirting with the type species name“). Bereits 2006 benannte Eriksson einen weiteren Vielborster nach dem britischen Musiker Lemmy Kilmister als Kalloprion kilmisteri.

## Belege
1. 1 2 3 4 5 6  Mats E. Eriksson, Olle Hints, Claes F. Bergman: Kingnites diamondi gen. et sp. nov., an exceptionally large Silurian paulinitid (Annelida; Polychaeta) from shallow marine settings of Baltoscandia. In: GFF. 134 (3), 2012, S. 217–224. doi:10.1080/11035897.2012.704066
2. ↑  Mats E. Eriksson: Polychaete jaw apparatuses and scolecodonts from the Silurian Ireviken Event interval of Gotland, Sweden. In: GFF. 128 (2), 2006, S. 97–101. doi:10.1080/11035890601282097